# Steve Rotheram
Steven Philip Rotheram, né le 4 novembre 1961 à Kirkby, est un homme politique travailliste britannique.
Il est conseiller de Fazakerley de 2002 à 2011, lord-maire de Liverpool de 2008 à 2009 et député de Liverpool Walton de 2010 à 2017. Depuis mai 2017, il est maire de la région urbaine de Liverpool.

## Jeunesse et formation
Il est le fils de Harry Rotheram, conducteur de chariot élévateur et conseiller syndical, et de Dorothy Phillips, qui ont huit enfants. Ses parents divorcent lorsqu'il est adolescent, celui-ci citant les absences de son père en raison de la politique. Il fait ses études secondaires à la Ruffwood School de Kirkby .

## Carrière
Rotheram quitte l'école à 16 ans pour devenir maçon, créant sa propre entreprise à l'âge de 22 ans. Il passe huit mois à reconstruire des infrastructures déchirées par la guerre dans les îles Falkland en 1983, une expérience que Rotheram n'a pas appréciée. À son retour, déçu par ce qu'il considère comme de l'exploitation des employés sur les chantiers britanniques, il est déterminé à ne plus travailler pour quelqu'un d'autre et créé sa propre entreprise Rotheram Builders. Parallèlement à son travail dans l'industrie de la construction, il étudie à temps partiel afin d'être admis à l'université John Moores de Liverpool, où il étudie à temps plein avant de commencer une maîtrise en renaissance urbaine contemporaine à l'université de Liverpool Hope. Après avoir obtenu son diplôme, il travaille en tant que directeur commercial pour le Learning and Skills Council pendant de nombreuses années et est élu pour représenter Fazakerley en tant que conseiller travailliste au conseil municipal de Liverpool lors des élections de 2002. Il est ensuite lord-maire de Liverpool de 2008 à 2009, ce qui coïncide avec la période où la ville est capitale européenne de la culture.

## Député
Après que le député travailliste sortant Peter Kilfoyle annonce qu'il quitte son poste de député de Liverpool Walton en 2010, Rotheram est sélectionné pour être le candidat travailliste obtenant 101 des 113 votes exprimés. Aux élections générales de 2010, Rotheram remporte le siège avec une confortable majorité de 19 818 voix. Peu de temps après être devenu député, il est élu pour siéger au Comité des communautés et des gouvernements locaux. En octobre 2011, Rotheram rejoint le comité de la culture, des médias et des sports.
Il est l'un des 16 signataires d'une lettre ouverte à Ed Miliband en janvier 2015 appelant le parti à s'engager à s'opposer à davantage d'austérité, à ramener les franchises ferroviaires dans la propriété publique et à renforcer les accords de négociation collective. Rotheram est le Secrétaire parlementaire privé du dirigeant travailliste Jeremy Corbyn.

## Maire
En août 2016, Rotheram est désigné comme candidat travailliste à l'élection du maire de la région urbaine de Liverpool. Le 4 mai 2017, il est élu avec 59,3 % des voix. Il est réélu le 6 mai 2021 puis de nouveau le 2 mai 2024.

## Vie privée
Rotheram est marié à Sandra, infirmière psychiatrique communautaire ; le couple a trois enfants .